# Fiat Tipo (2016)
Pour les articles homonymes, voir Fiat Tipo (1988).
La Fiat Tipo II (ou Egea sur le marché turc) est une automobile compacte fabriquée par la filiale du constructeur automobile italien FIAT, Fiat-Tofaş dans son usine turque de Bursa à partir de l'automne 2015 jusque fin 2023, puis relancée à partir d'octobre 2024. Elle reprend le nom de la compacte Fiat vendue de 1988 à 1995. Elle est la voiture la plus vendue en Turquie de 2016 à 2023,,,,,,,,.

## Présentation

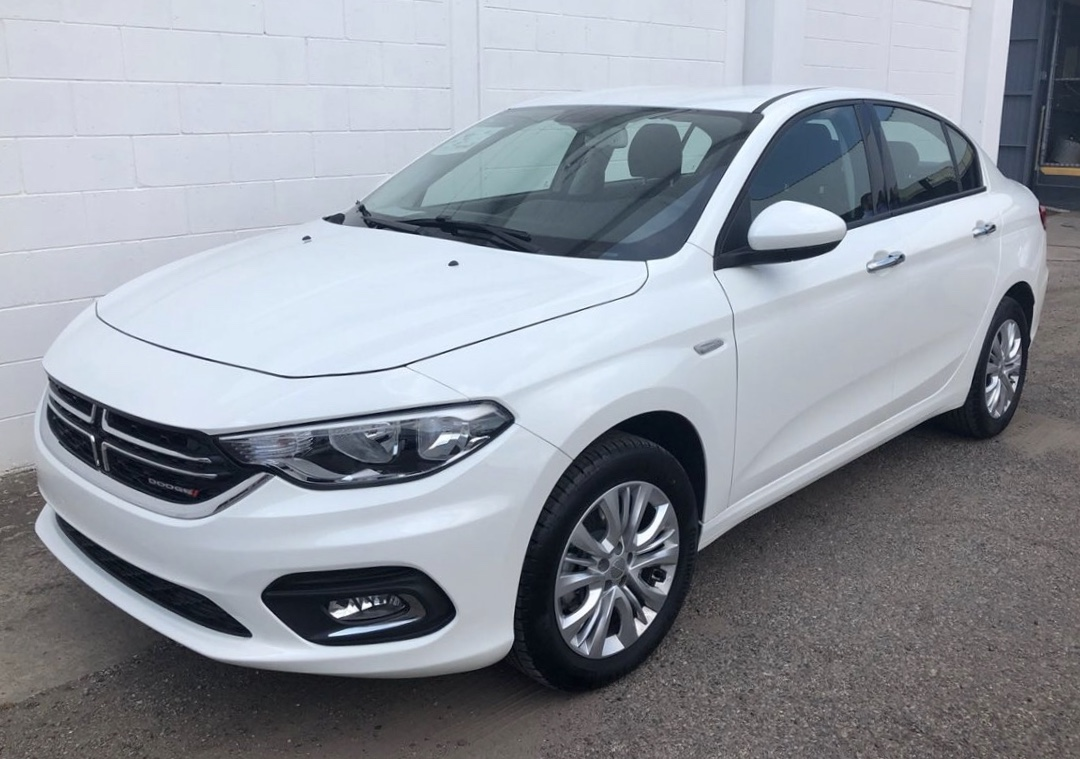
Dodge Neon (vendue au Mexique et aux Émirats arabes unis)

La Fiat Tipo II est commercialisée sous le nom Fiat Egea en Turquie, Dodge Neon au Mexique et dans certains pays de la Péninsule arabique. Il s'agit initialement d'une berline compacte à carrosserie classique à trois volumes (4 portes) commercialisée en Turquie à partir de septembre 2015 et en Italie en novembre 2015. Les déclinaisons 5 portes et SW ont été dévoilées au salon de Genève en mars 2016.
Il s'agit d'un des modèles du Projet Ægea qui consiste à offrir une gamme complète en remplacement des Fiat Linea et Bravo dans les pays de la zone EMEA où elle est commercialisée. La berline 4 portes est vendue dans tous les pays du marché EMEA, y compris l'Italie et la France, pays où traditionnellement les berlines classiques à trois volumes ne font pas toujours recette à ce niveau de gamme. La gamme moyenne du constructeur italien se trouve ainsi renforcée à la suite du non-remplacement, en Europe, de la Marea.
La gamme de la Fiat Tipo II se démarque de ses concurrentes européennes par un positionnement tarifaire situé à mi-chemin entre les marques low-cost et généralistes, reprenant ainsi le positionnement historique de Fiat qui était de proposer des automobiles fonctionnelles à un prix abordable au meilleur rapport qualité/prix.

Fiat Tipo (berline 4 portes)
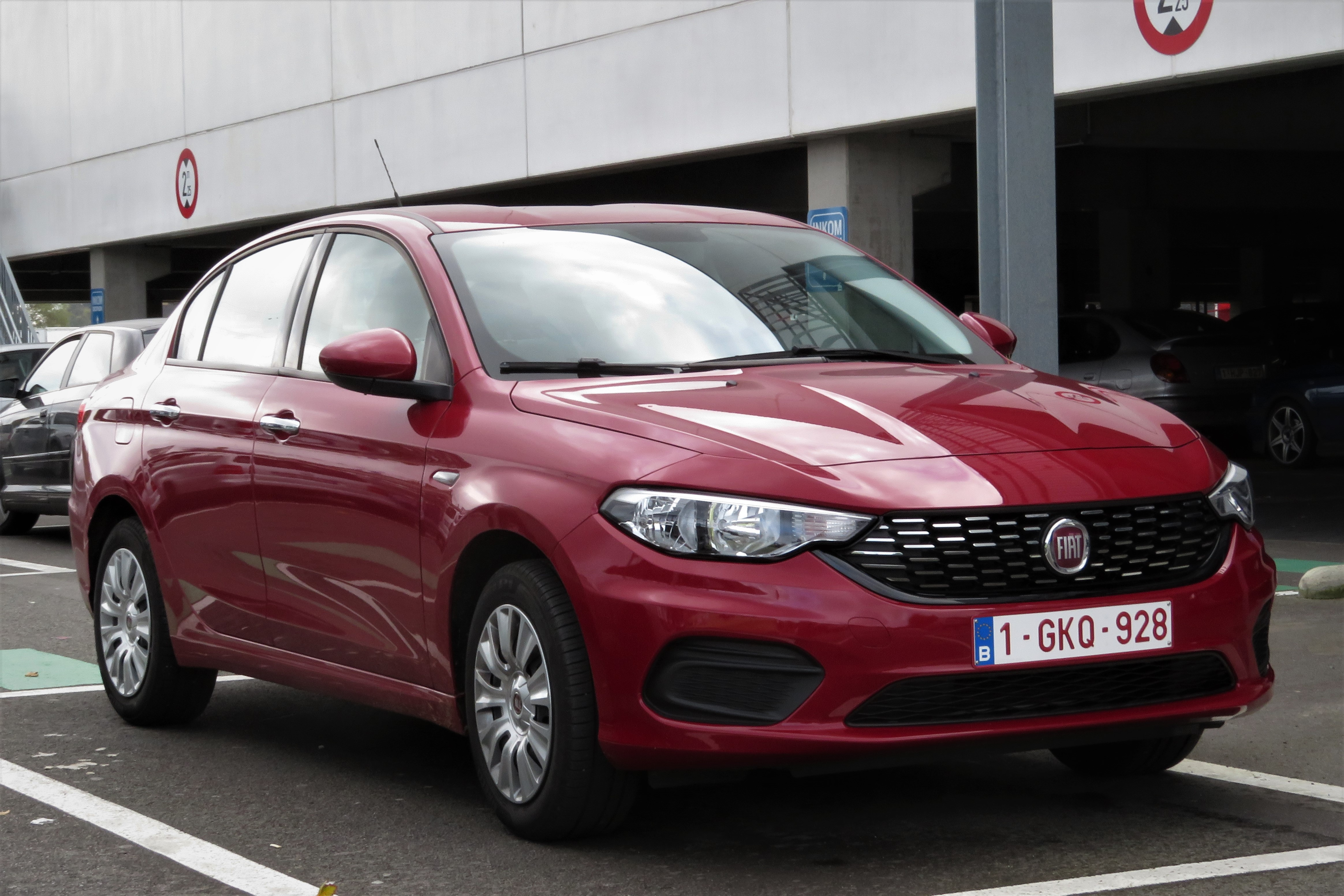
Vue de l'avant
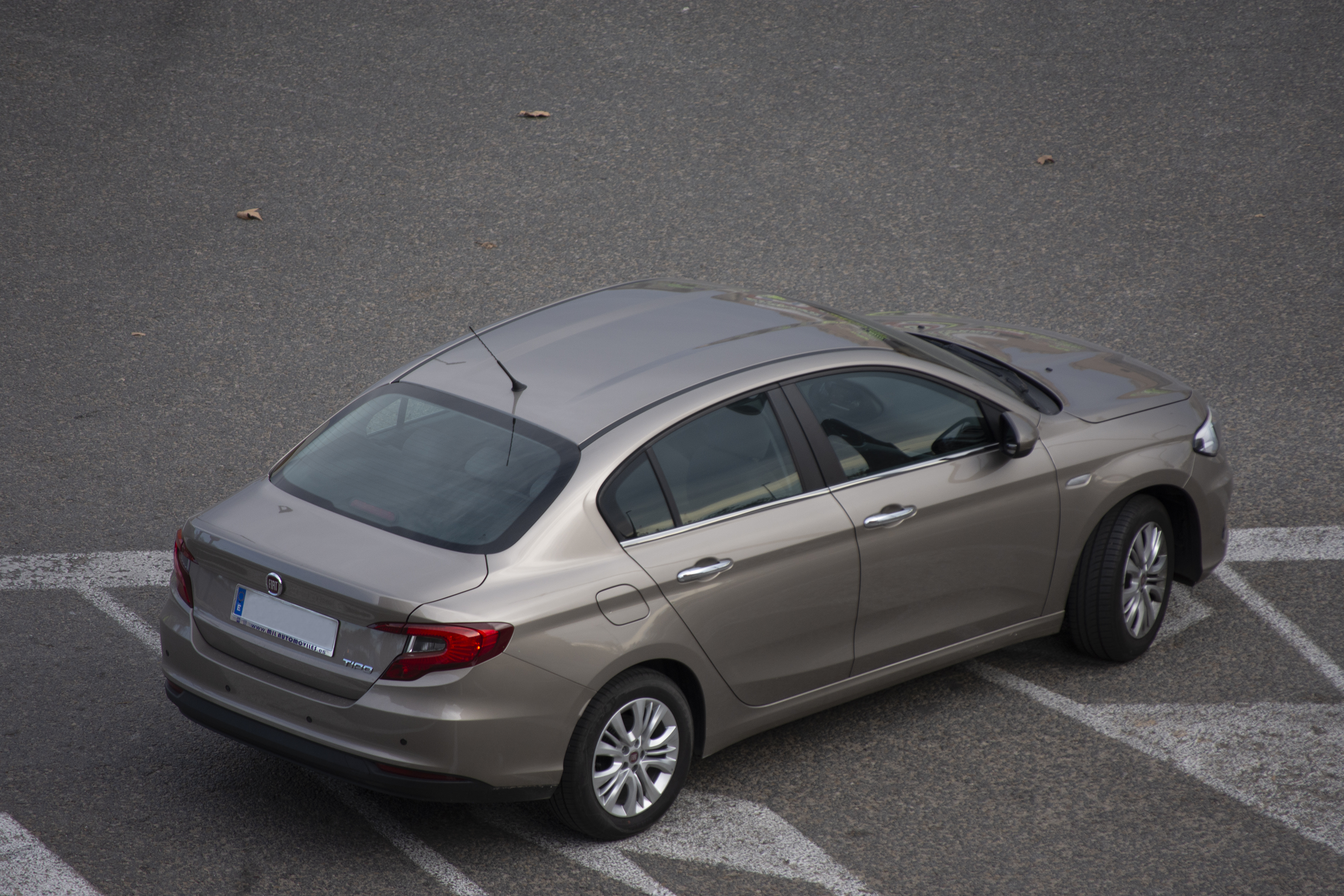
Vue de l'arrière
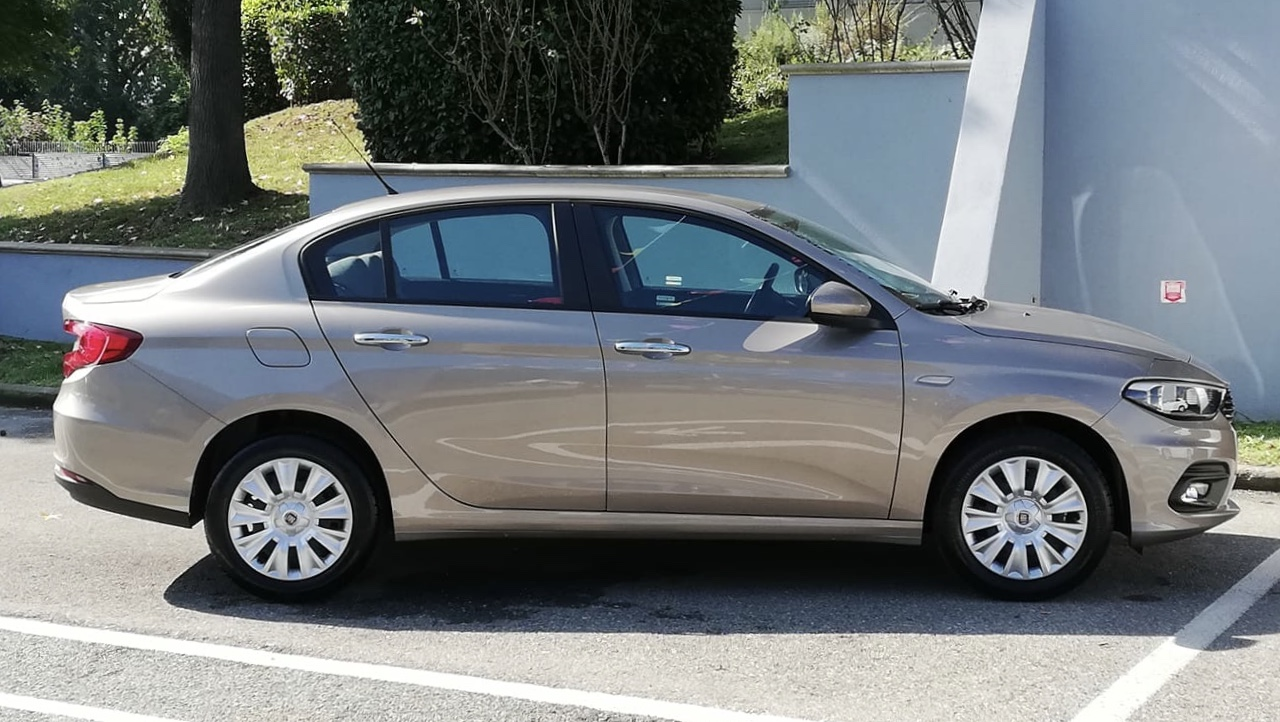
Vue de profil
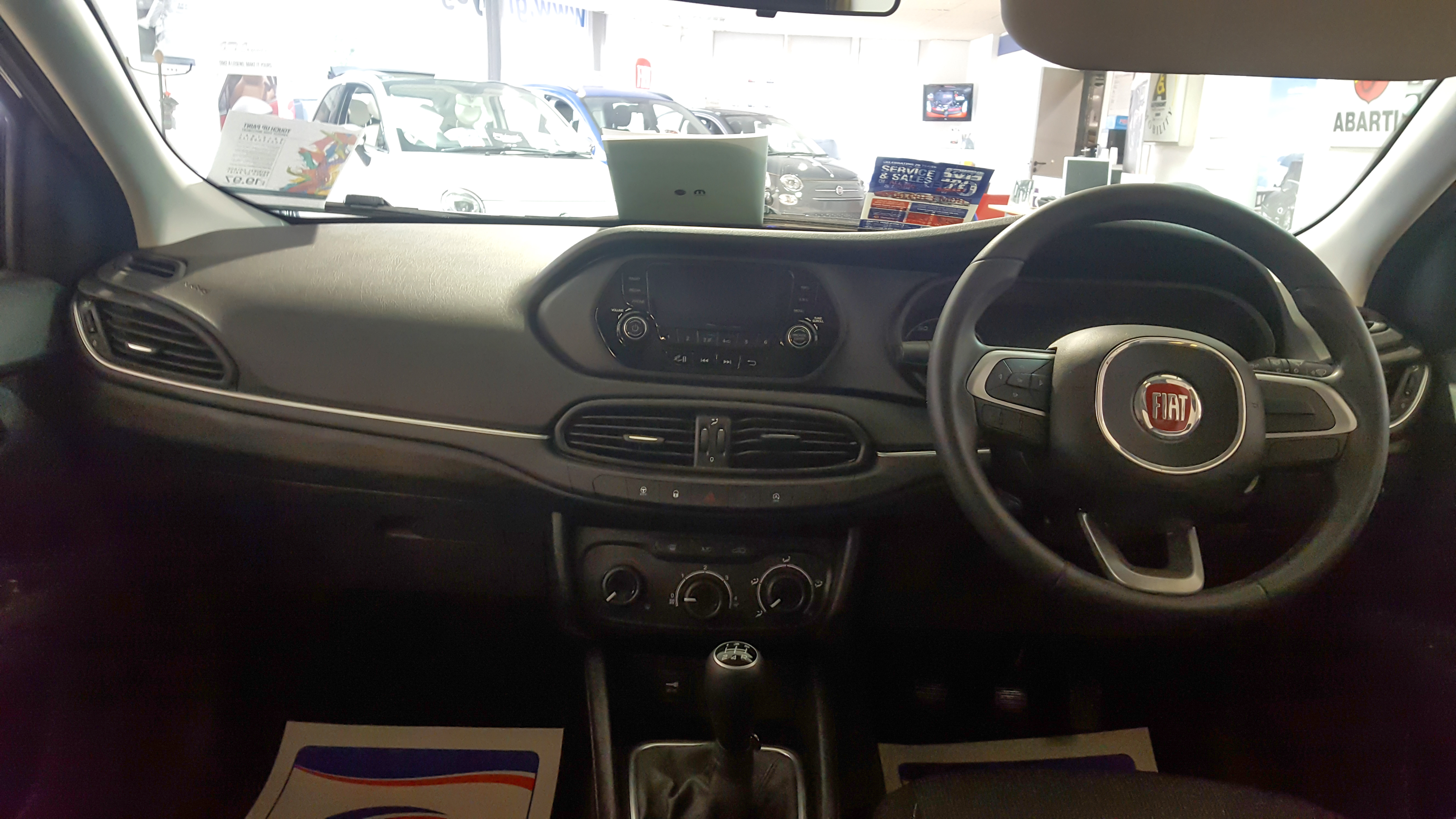
Planche de bord

Fiat Tipo (5 portes et break SW)
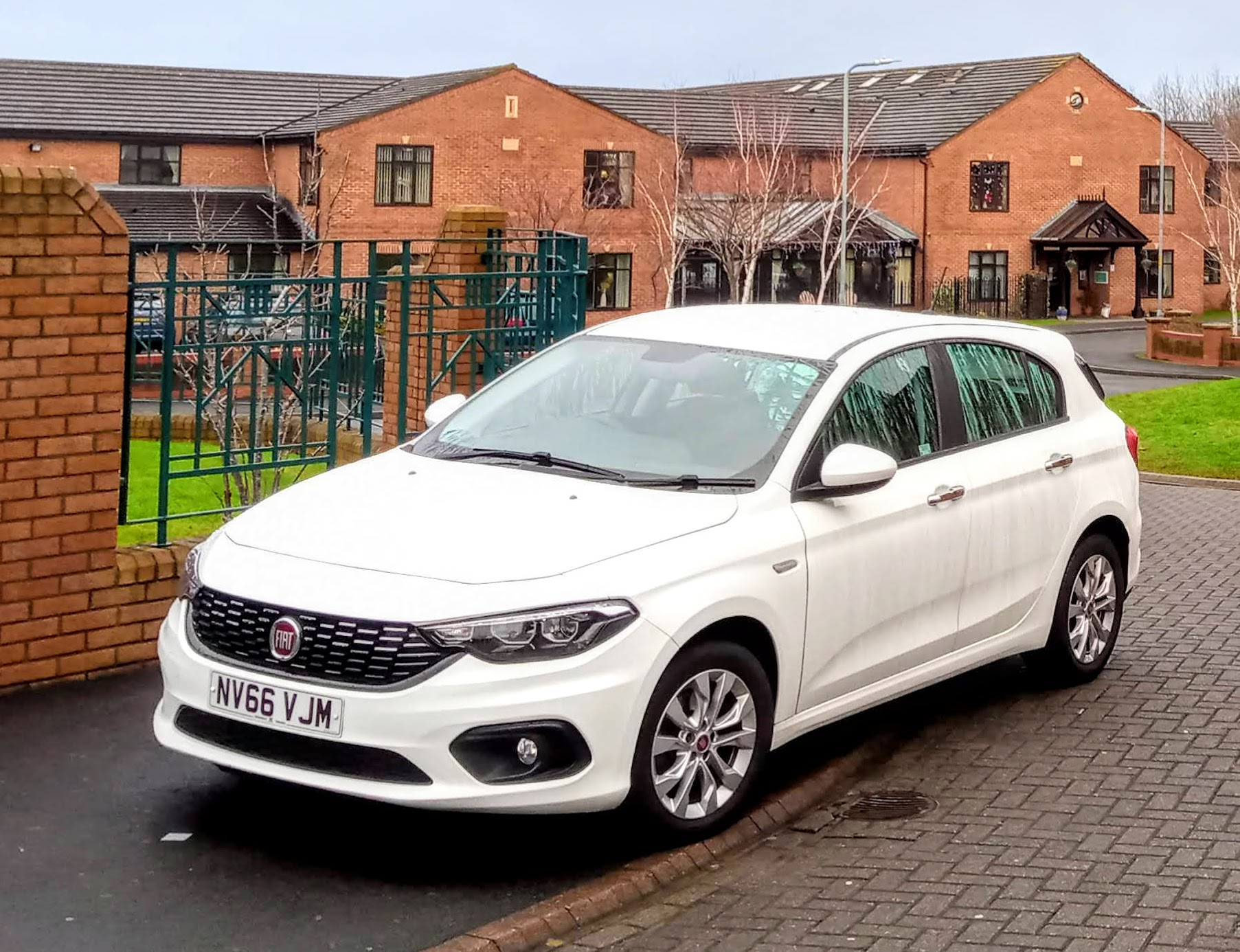
Vue de l'avant
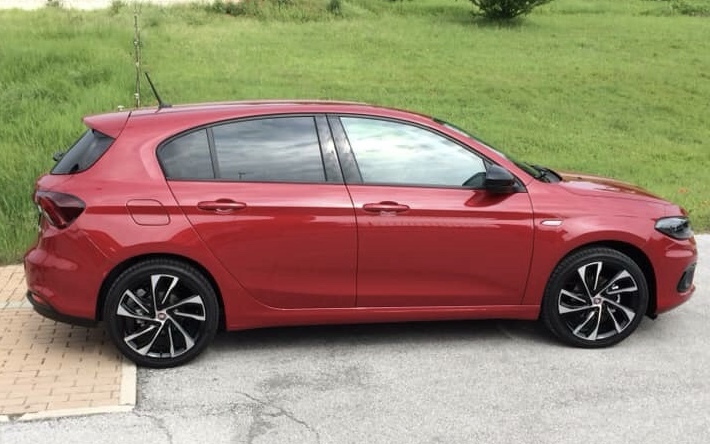
Vue de profil
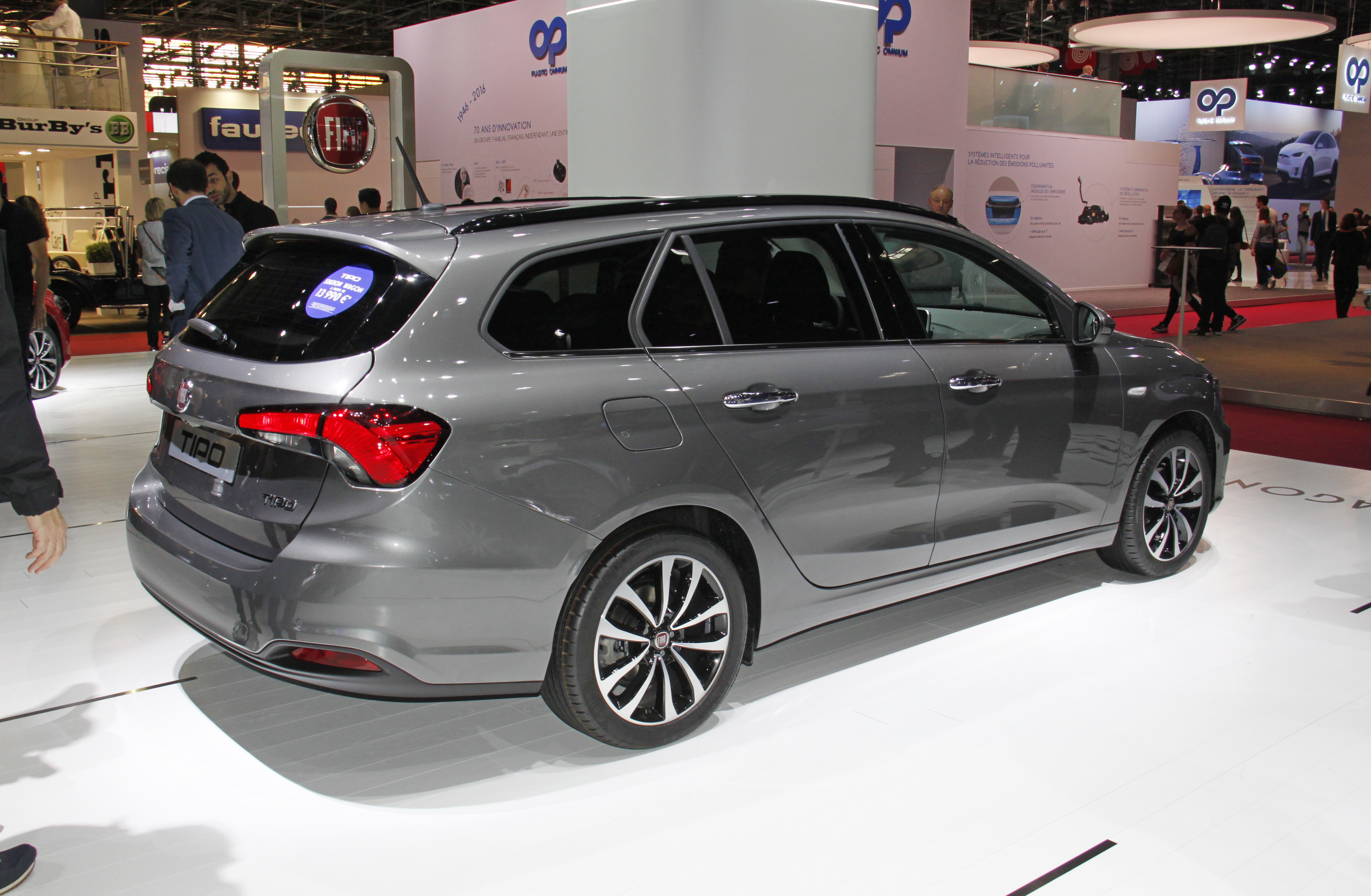
Vue de l'arrière (break SW)
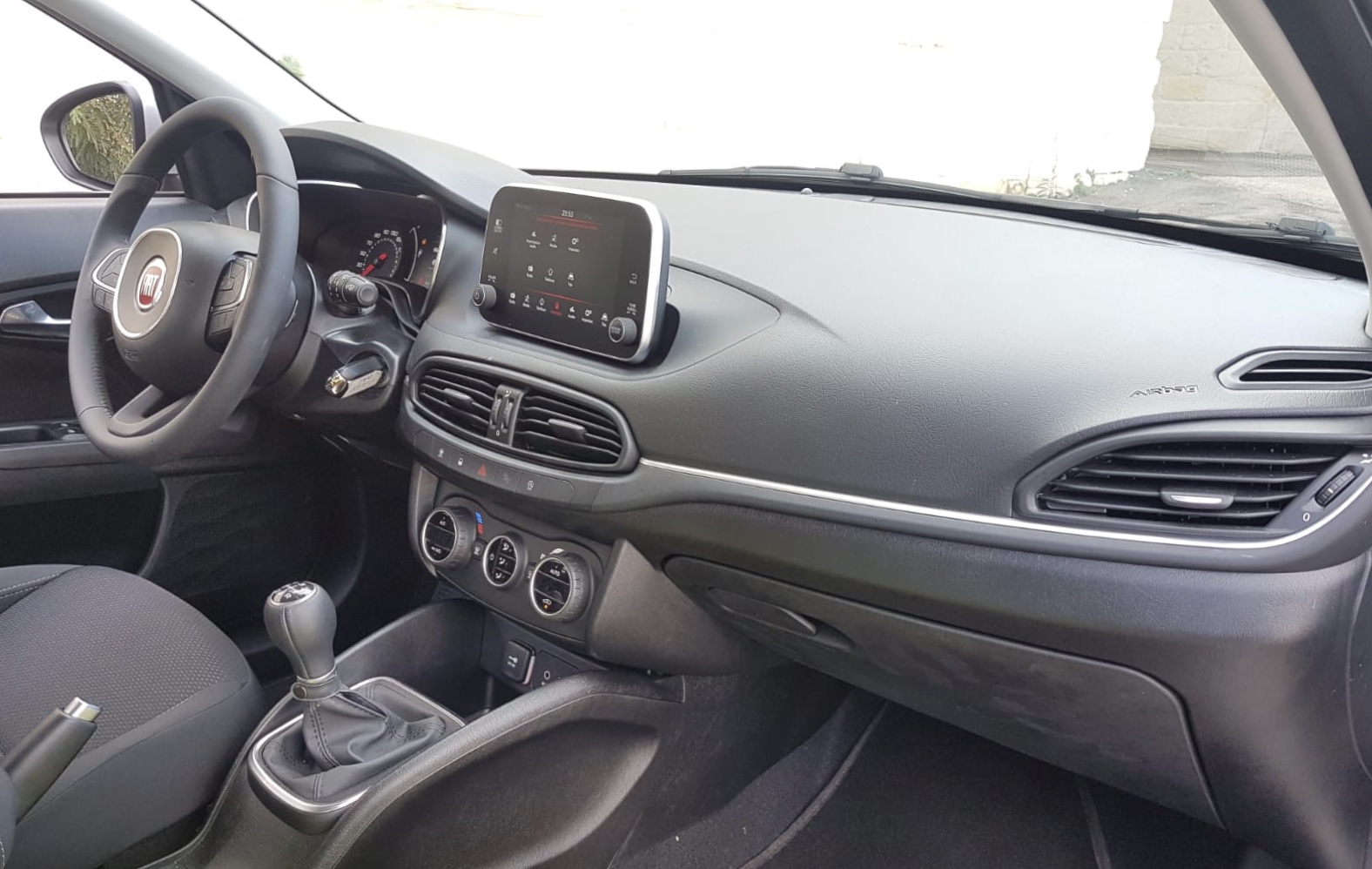
Intérieur (identique pour la 5 portes et le break SW)

### Histoire
La Fiat Tipo II correspond à une gamme de voitures issue du projet Ægea, projet industriel qui consiste à lancer une gamme complète avec des caractéristiques spécifiques en fonction du public visé afin d'offrir une palette complète prête à couvrir les goûts de la clientèle de 40 pays du marché EMEA.
La gamme Fiat Tipo comprend trois modèles :
- la berline classique à 4 portes avec coffre séparé, lancée officiellement le 27 novembre 2015,
- la berline 5 portes avec hayon, lancée au Salon de Genève en mars 2016 et commercialisée durant l'été,
- la break (station-wagon), lancée au Salon international de l'automobile de Genève 2016 et commercialisée à partir d'octobre 2016.

### Phase 2
En octobre 2020, FIAT présente la version restylée de la Tipo II. Le modèle 5 portes est accompagné d'une version baroudeuse nommée "Tipo Cross".

FIAT Tipo restylée
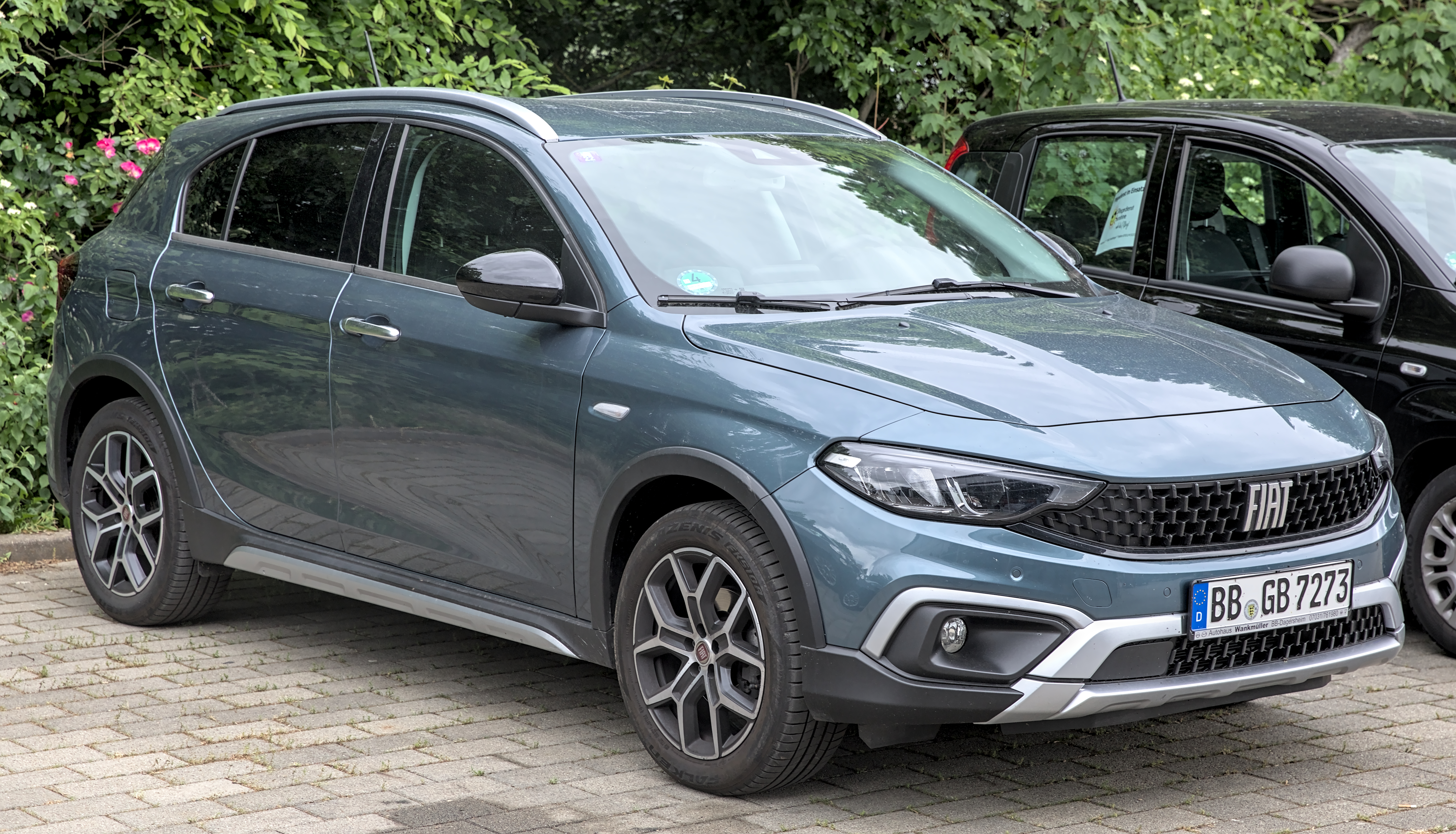
FIAT Tipo Cross 5 portes
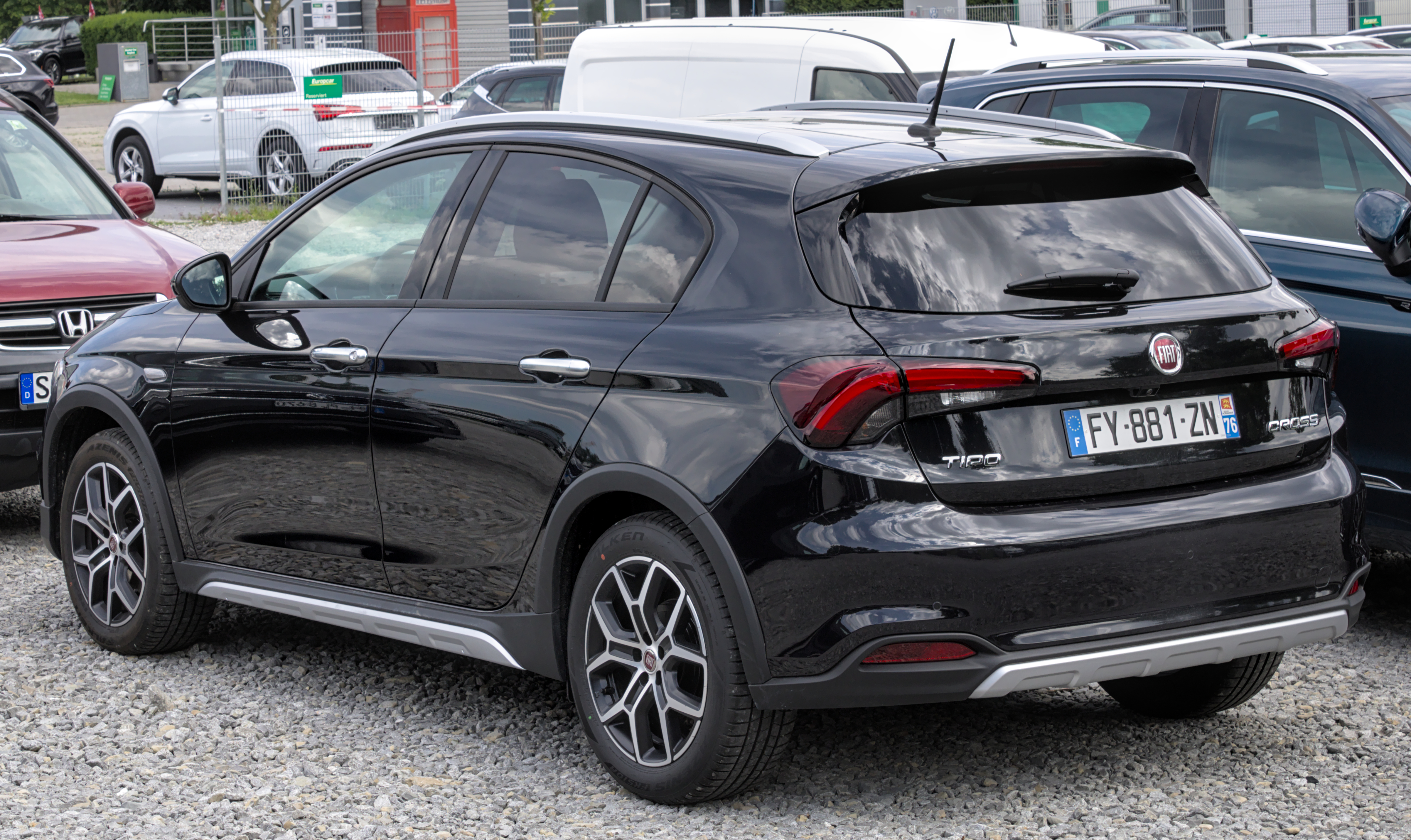
FIAT Tipo Cross 5 portes
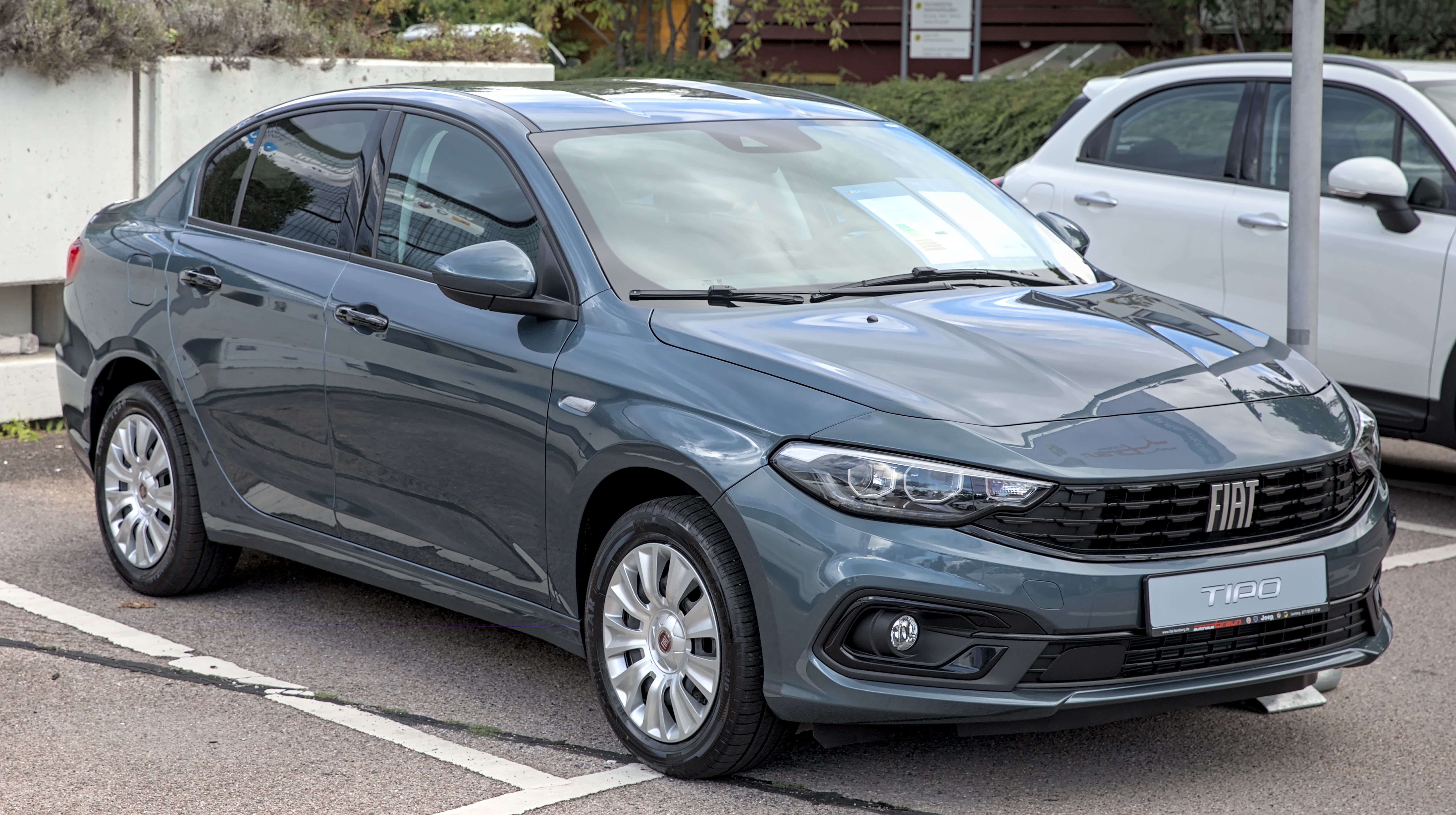
FIAT Tipo berline 4 portes.
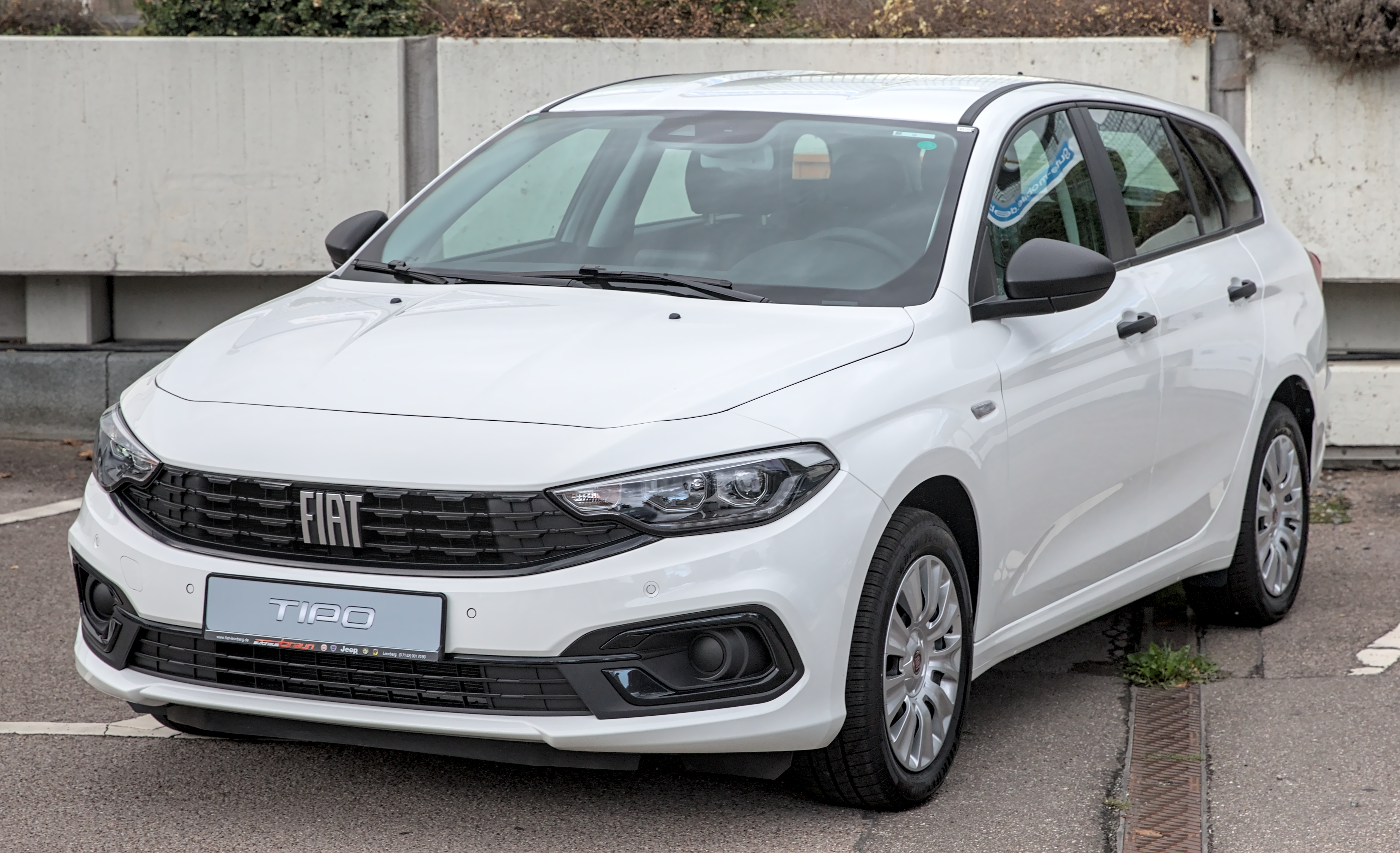
FIAT Tipo break SW.

Le 10 janvier 2022, FIAT présente la "Tipo SW Cross", une version baroudeuse construite sur la base de la carrosserie break. Elle reçoit les mêmes modifications esthétiques que la berline 5 portes, c'est-à-dire des ajouts de plastique brut au niveau des boucliers, des bas de caisse et des passages de roues, ou encore des éléments de décoration peints façon chrome satiné. On note également une légère surélévation de la carrosserie. Le modèle ne reçoit pas de transmission intégrale.
Dans le même temps, Fiat lance la série spéciale RED, déjà inaugurée précédemment par la 500, sur la Tipo Cross.
La commercialisation de la "Tipo SW Cross" entraine l'arrêt des versions SW traditionnelles en France. La berline 4 portes cesse également d'être commercialisée sur le marché français à partir de janvier 2022.
Dès le début de l'année 2022, en France, seules les versions Cross sont conservées dans la gamme de la Tipo, aussi bien pour la compacte que le break.
En février 2022, la Tipo reçoit un nouveau moteur 1.5 essence de 130 ch, désormais associé à un bloc électrique, permettant à la compacte de proposer une version hybride. Il s'agit d'un bloc électrique 48 Volts d'une puissance de 15 kW. Contrairement aux Fiat 500 et Panda, il ne s'agit pas d'une micro-hybridation. Ce moteur possède un couple de 240 N m. Il est associé à une boîte de vitesses à double embrayage (7 rapports).
En France, la commercialisation de la Fiat Tipo II est suspendue à la fin de l'année 2023,, mais reste proposée dans les autres pays.
En octobre 2024 la filiale française du constructeur reprend la commercialisation de la Tipo, uniquement en carrosserie 4 portes équipée de la motorisation diesel Multijet 1,6 litre de 130 chevaux, et adaptée à la norme de sécurité européenne GSR2.

## Caractéristiques techniques
Comme pour chaque projet du constructeur italien, la conception de base générale a été conduite par le bureau d'études central de Turin, en Italie, au siège du groupe Fiat Chrysler Automobiles. Le style a été également réalisé en Italie par le "Centro Stile Fiat" sous la direction de Roberto Giolito. Les développements de production ont été étudiés par les bureaux d'études de la filiale turque Fiat-Tofaş.
Au niveau des spécificités techniques, la Fiat Tipo II repose sur la Plate-forme Fiat SGA Small - SCCS de seconde génération, avec un train arrière composé d'un essieu de torsion à roues interconnectées.
La production est assurée par la filiale turque de FIAT, FIAT-Tofaş, dans l'usine de Bursa. Bien que destinée au marché européen, la FIAT Tipo est également exportée en CKD pour y être assemblée au Mexique à destination du marché local, dans sa version 4 portes, et commercialisée sous l'appellation Dodge Neon. Cette opération de rebadgeage dure de l'été 2016 jusqu'en 2020.

### Motorisations
|                                  | Carrosserie | 1.3 Multijet 95               | 1.3 Multijet 95               | 1.6 Multijet120               | FIRE 1.4                      | FIRE 1.4 T-Jet                | FIRE 1.4 T-Jet                | 1.6 E.torQ                    |
| -------------------------------- | ----------- | ----------------------------- | ----------------------------- | ----------------------------- | ----------------------------- | ----------------------------- | ----------------------------- | ----------------------------- |
| Carburant                        |             | Diesel                        | Diesel                        | Diesel                        | Essence/GPL                   | Essence/GPL                   | Essence/GPL                   | Essence/Bioéthanol            |
| Admission                        |             | Turbo                         | Turbo                         | Turbo                         | Atmosphérique                 | Turbo                         | Turbo                         | Atmosphérique                 |
| Cylindrée (en cm3)               |             | 1 248                         | 1 248                         | 1 598                         | 1 368                         | 1 368                         | 1 368                         | 1 598                         |
| Architecture                     |             | 4-cylindres                   | 4-cylindres                   | 4-cylindres                   | 4-cylindres                   | 4-cylindres                   | 4-cylindres                   | 4-cylindres                   |
| Puissance maximale ch            |             | 95 au régime de 4 000 tr/min  | 95 au régime de 4 000 tr/min  | 120 au régime de 3 750 tr/min | 95 au régime de 6 000 tr/min  | 120 au régime de 5 000 tr/min | 120 au régime de 5 000 tr/min | 110 au régime de 5 500 tr/min |
| Couple maximal (N m)             |             | 200 au régime de 1 500 tr/min | 200 au régime de 1 500 tr/min | 320 au régime de 1 750 tr/min | 127 au régime de 4 500 tr/min | 215 au régime de 2 500 tr/min | 215 au régime de 2 500 tr/min | 152 au régime de 4 500 tr/min |
| Boîte de vitesses                |             | BVM5                          | BVM5                          | BVM6/BVA6                     | BVM6                          | BVM6                          | BVM6                          | BVA6                          |
| Vitesse maxi (km/h)              | 4P 5P SW    | 180 NC                        | 183 180                       | 199 200                       | 185                           | NC 200                        | NC                            | 192 NC                        |
| 0-100 km/h (en s)                | 4P 5P SW    | 11,8 NC                       | 11,7 NC 11,7                  | 9,7 9,8                       | 11,5                          | NC                            | NC                            | 11,2 NC                       |
| Consommation mixte (en L/100 km) | 4P 5P SW    | 4,0 NC                        | 4,2 3,7                       | 4,2 3,7                       | 5,7                           | NC 6                          | NC                            | 6,3 NC                        |
| Émissions de CO2 (en g/km)       | 4P 5P SW    | 98 NC                         | 108 99                        | 110 98                        | 133 132                       | NC 139                        | NC                            | 146 NC                        |

Italique: Version Eco

## Finitions
Finitions de la Fiat Tipo II phase 1[Où ?][Quand ?]:
- Tipo
  - entrée de gamme (95 Ch, Climatisation manuelle, Capteurs de pression des pneus, Uconnect Radio - AUX USB DOUBLE TUNER)
- Pop
  - milieu de gamme (95 Ch, même que Tipo + Régulateur de vitesse, Commandes au volant, Projecteurs antibrouillard avant, Ordinateur de bord TFT 3,5", Système multimédia Uconnect Radio 5" tactile)
- Easy
  - milieu de gamme (95 ou 120 Ch, même que Pop + Climatisation Automatique, Régulateur de vitesse, Jantes alliage 16", Radar de recul, Commandes radio au volant, Uconnect Radio Tablette tactile 7" HD)
- Lounge
  - haut de gamme (95 ou 120 Ch, même que Easy + GPS + Siège passager réglable en hauteur + Régulateur adaptatif + Rétroviseurs extérieurs électriques et dégivrants, Jantes alliage bicolores 17", Caméra de recul, Connection U-Connect Live, Système de mirroring Apple Carplay - Android Auto)+ jantes bicolores . Option sellerie cuir.
- Sport
  - haut de gamme (équipements spécifiques : Jantes alliage 18'' diamantées, Badges "Sport", Détails extérieurs en noir brillant (calandre, bouclier, coques de rétroviseurs, poignées de porte)

Phase 2 (2020-2022) :
- Tipo
- Life
- Life Plus
- Cross
- Cross Plus
- Sport

Phase 2 (2022- ) :
- Cross Pack
- Cross Plus

Phase 2 (2023- ) :
- Tipo (combinable avec des packs additionnels cumulables Confort, Style et Tech)
- Tipo Cross

### Phase 2 (2024- )[19]
- Tipo
- Tipo City
- Life

### Séries spéciales
- S-Design : déclinaison sportive (120 Ch, finition sportive s-design, jantes 18")
- Tip Top[21]
- Street
- Mirror
- Ballon d'Or[22]
- RED (2022)[14]
- Garmin (Cross, 2022)[23].

## Production et ventes
| Année | Production (FIAT-Tofaş) | Ventes        | Ventes         | Ventes         |
| ----- | ----------------------- | ------------- | -------------- | -------------- |
| Année | Production (FIAT-Tofaş) | Europe (Tipo) | Turquie (Egea) | Mexique (Neon) |
| 2015  | 11.605                  |               | 6.570          |                |
| 2016  | 150.488                 | 61.023        | 38.949         | 2.491          |
| 2017  | 178.619                 | 125.619       | 51.309         | 5.271          |
| 2018  | 147.859                 | 102.341       | 36.649         | 2.289          |
| 2019  | 146.103                 | 84.789        | 55.432         | 899,           |
| 2020  | 151.736                 | 53.452        | 90.631         | 1.025          |
| 2021  | 116.679                 | 38.673        | 71.741         | 70             |
| 2022  | 134.844                 | 30.967        | 97.078         |                |
| 2023  | 171.072                 |               | 125.054        |                |
| 2024  |                         |               |                |                |
| 2025  |                         |               |                |                |
| Total | 1.209.005               | 496.864       | 573.413        | 12.045         |

Source production et ventes Turquie : Bilans annuels société Fiat-Tofaş.